# Hofors kommun
Hofors kommun är en kommun i Gävleborgs län. Centralort är tätorten Hofors.
Området som utgör kommunen är beläget inom bergslagen och där finns således en del malmfyndigheter. Sedan gammalt är området som utgör Hofors kommun förknippat med rekaterad verksamhet, nämligen järn- och ståltillverkning. Det företag som dominerade kommunens industriföretag i början av 2020-talet, Ovako Steel AB, har sin grund i Hofors bruk som anlades på 1600-talet.  
Sedan kommunen bildades 1971 har folkmängden minskat drastiskt, även om ett visst uppsving kunde skönjas i slutet på 2010-talet. 
Socialdemokraterna har varit största parti i samtliga val, sedan åtminstone 2010 har de också varit en del av de styrande koalitionerna.

## Administrativ historik
Kommunens område motsvarar Torsåkers socken där vid kommunreformen 1862 Torsåkers landskommun bildades. 1925 utbröts ur denna Hofors landskommun.
Kommunreformen 1952 påverkade inte indelningarna i området.
Hofors kommun bildades vid kommunreformen 1971 av Hofors och Torsåkers landskommuner.
Kommunen ingick från bildandet till 26 april 2004 i Sandvikens domsaga och ingår sen dess i Gävle domsaga.
Kommunen ingår sedan 2011 i Förvaltningsområdet för finska. 

## Geografi

### Topografi och hydrografi
Området som utgör kommunen är beläget inom bergslagen och där finns således en del malmfyndigheter. Järnmalm har brutits i Stillgruvan och Storgruvan norr om sjön Stor-Gösken från medeltiden till början av 1900-talet. Kuperade, skogklädda moränområden finns i väster och i öster finns Torsåker och Hoåns dalgång med öppna, flacka finsedimentområden. I kommunen finns kalottberg som Söderåsen och Högstaåsen som bildats när genom att höjderna nått över högsta kustlinjen och nedre delen därför fått en ursvallad nivå.
Nedan presenteras andelen av den totala ytan 2020 i kommunen jämfört med riket.
|  | Bebyggelse (4,6 %) |

|  | Skog (86,0 %) |

|  | Öppen myrmark (1,8 %) |

|  | Jordbruksmark (7,1 %) |

|  | Övrig mark (0,6 %) |

|  | Bebyggelse (3,1 %) |

|  | Skog (68,0 %) |

|  | Öppen myrmark (7,2 %) |

|  | Jordbruksmark (7,4 %) |

|  | Övrig mark (14,3 %) |

### Naturskydd
År 2023 fanns sju naturreservat i Hofors kommun. Som exempel kan nämnas Köpmansmossen som omfattar ett område på 142 hektar och bildades 1987. Reservatet utgörs av en fågelrik myr som besöks av bland annat tofsvipa, trana och grönbena. Köpmansmossen är även skyddad som Natura 2000-område. Ett annat exempel är Surtjärn som omfattar 7,5 hektar och ursprungligen var ett domänreservat bildat 1983. I reservatet finns tallar som vuxit i mer än 300 år. På dessa växer tallticka, en vedsvamp som växer på levande tallar som är över 150 år.

### Administrativ indelning
Fram till 2016 var kommunen för befolkningsrapportering indelad i två församlingar: Hofors församling och Torsåkers församling.

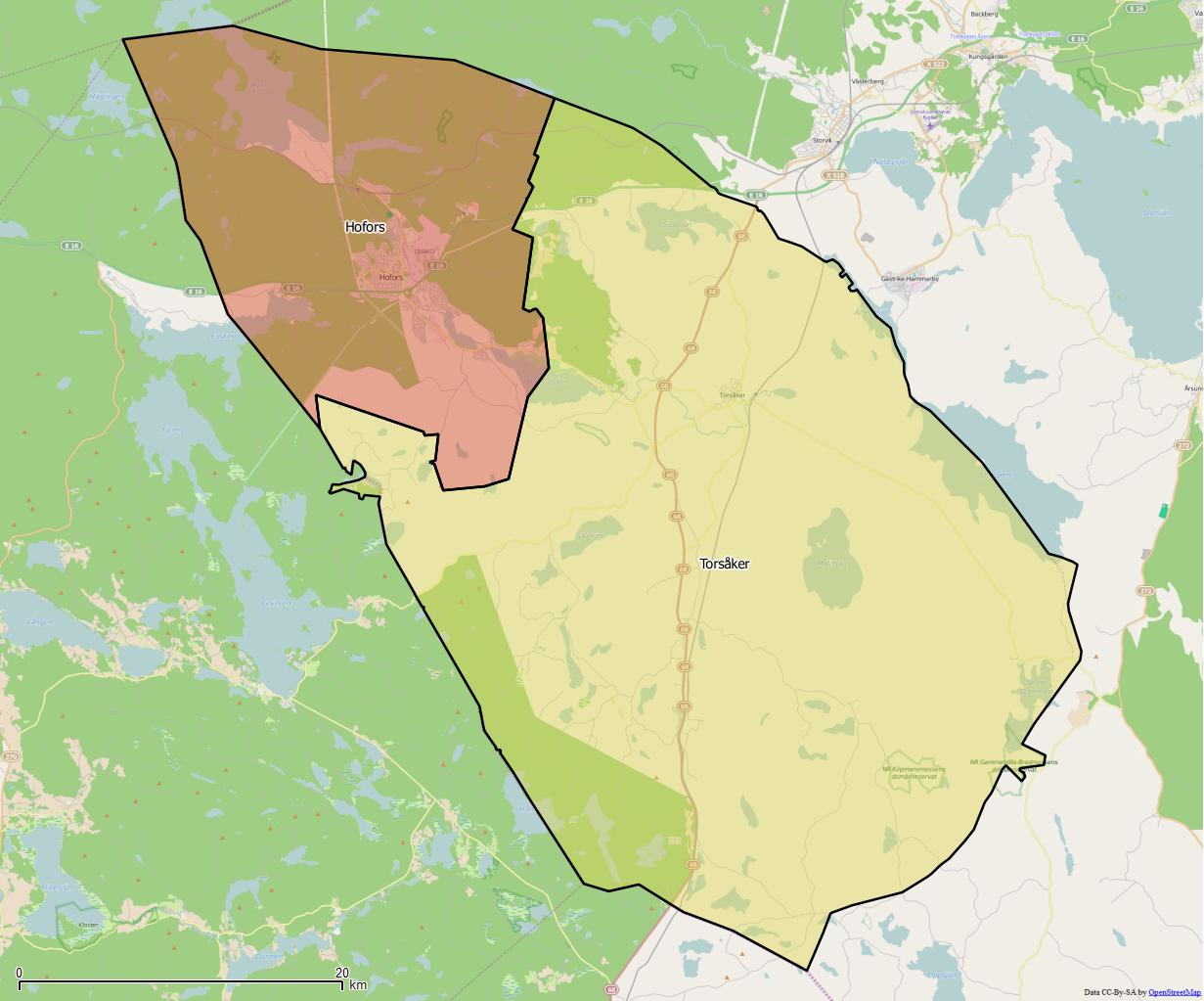
Distrikt (socknar) inom Hofors kommun

Från 2016 indelas kommunen i följande distrikt, vilka motsvarar församlingsindelningen 1999/2000 och i detta fall överensstämmer med landskommunerna Hofors (bildad 1925) och Torsåker.

### Tätorter
Vid tätortsavgränsningen av Statistiska centralbyrån den 31 december 2015 fanns det tre tätorter i Hofors kommun. 
| Nr | Tätort      | Folkmängd |
| -- | ----------- | --------- |
| 1  | Hofors      | 6 090     |
| 2  | Torsåker    | 848       |
| 3  | Robertsholm | 415       |

Centralorten är i fet stil.

## Styre och politik

### Styre
Mandatperioden 2010–2014 styrdes kommunen av de rödgröna som tillsammans samlade 18 av 31 mandat i kommunfullmäktige. Efter valet 2014 lämnade Miljöpartiet koalitionen och det blev då den första mandatperioden någonsin där Socialdemokraterna och Vänsterpartiet styrde kommunen i en gemensam koalition. Samarbetet sprack dock i början av 2017 och orsaken uppgavs vara att Vänsterpartiet ansågs vara konfliktsökande. Vänsterpartiet uppgav att Socialdemokraterna var utan politiska visioner. En ny styrande koalition bildades genom att Socialdemokraterna istället ingick ett samarbete med Centerpartiet och Liberalerna. Samma partier behöll makten även under mandatperioden 2018–2022. Denna gång dock som minoritetsstyre. Koalitionen tappade mandat efter valet 2022 men ingick en valteknisk samverkan med Vänsterpartiet och kunde på så sätt stanna vid makten.

### Kommunfullmäktige

#### Presidium
| Presidium 2022-2026    | Presidium 2022-2026 | Presidium 2022-2026 |
| ---------------------- | ------------------- | ------------------- |
| Ordförande             | S                   | Mari Rasjö          |
| Förste vice ordförande | V                   | Gabriella Eidhagen  |
| Andre vice ordförande  | KD                  | Annika Sjögren      |

#### Mandatfördelning 1970–2022
| 6 | 24 | 6 | 3 | 2 |

| 33 | 8 |

| 6 | 24 | 7 | 2 | 2 |

| 31 | 10 |

| 6 | 25 | 6 | 2 | 2 |

| 32 | 9 |

| 4 | 26 |  | 5 | 2 | 3 |

| 28 | 13 |

| 4 | 27 | 5 |  | 4 |

| 25 | 16 |

| 4 | 26 | 5 | 3 | 3 |

| 27 | 14 |

| 4 | 24 | 3 | 5 | 2 | 3 |

| 24 | 17 |

| 3 | 20 | 2 | 4 | 2 |  | 3 |

| 20 | 15 |

| 4 | 21 | 3 | 3 |  | 3 |

| 20 | 15 |

| 6 | 18 | 3 | 2 |  | 2 | 3 |

| 18 | 17 |

| 4 | 17 |  | 2 | 2 | 2 |  | 2 |

| 19 | 12 |

| 3 | 14 |  | 4 | 2 | 2 |  | 4 |

| 20 | 11 |

| 3 | 14 |  | 3 | 2 | 2 | 2 | 4 |

| 19 | 12 |

| 4 | 12 |  | 3 | 4 | 2 | 2 | 3 |

| 18 | 13 |

| 3 | 10 | 4 | 5 | 2 | 3 |  | 3 |

| 19 | 12 |

| 3 | 10 | 5 | 4 | 2 | 2 |  | 4 |

| 16 | 15 |

### Nämnder

#### Kommunstyrelse
Totalt har kommunstyrelsen elva ledamöter, varav fyra tillhör socialdemokraterna, två tillhör Hoforspartiet medan centerpartiet, Vänsterpartiet, Liberalerna, moderaterna och sverigedemokraterna har en ledamot vardera.
| Presidium 2022-2026   | Presidium 2022-2026 | Presidium 2022-2026 |
| --------------------- | ------------------- | ------------------- |
| Ordförande            | S                   | Tomas Isaksson      |
| Vice ordförande       | S                   | Linda-Marie Anttila |
| Andre vice ordförande | M                   | Ziita Eriksson      |

#### Lista över kommunstyrelsens ordförande
- Marie-Louise Dangardt, Socialdemokraterna, 2003–31 december 2016[20][21]
- Linda-Marie Anttila, Socialdemokraterna, 1 januari 2017–8 mars 2022[22][23][21]
- Kenneth Axling, Socialdemokraterna, 8 mars 2022–31 december 2022[23][24]

Denna lista hämtas från Wikidata. Informationen kan ändras där.

#### Övriga nämnder
| Nämnd                        | Ordförande | Ordförande          | Vice ordförande | Vice ordförande | Andre vice ordförande | Andre vice ordförande |
| ---------------------------- | ---------- | ------------------- | --------------- | --------------- | --------------------- | --------------------- |
| Barn- och utbildningsnämnden | S          | Linda-Marie Anttila | S               | Petra Elfström  | SD                    | Charlie Ahlholm       |
| Socialnämnden                | S          | Tomas Fröjd         | L               | Arne Evertsson  | M                     | Ziita Eriksson        |
| Valnämnden                   | S          | Tommy Nielsen       | S               | Sören Bergqvist |                       |                       |

## Ekonomi och infrastruktur

### Näringsliv
Sedan gammalt är området som utgör Hofors kommun förknippat med järn- och ståltillverkning. Det företag som dominerade kommunens industriföretag i början av 2020-talet, Ovako Steel AB, har sin grund i Hofors bruk som anlades på 1600-talet. Av de cirka 38 procent av arbetstillfällena som tillverkningsindustrin stod för tillhandahöll Ovako Steel AB mer än hälften. Förutom stålindustrin fanns även företag inom verkstadsbranschen så som Bäckströms Mekaniska Hofors AB som var huvudleverantör till basindustrin i regionen.  
Genom kommunala försök att bredda näringslivet med tjänsteföretag har callcenter som Vendator Contact Center AB, kommunikationsföretag som iTell AB och logistikföretag som StjärnDistribution AB, etablerat sig där.

### Infrastruktur

#### Transporter
Kommunen genomkorsas av riksvägarna 68 och 80. Genom kommunen går även järnvägen Gävle–Borlänge.

## Befolkning

### Demografi

#### Befolkningsutveckling
| Befolkningsutvecklingen i Hofors kommun 1970–2020                                                               | Befolkningsutvecklingen i Hofors kommun 1970–2020 | Befolkningsutvecklingen i Hofors kommun 1970–2020 | Befolkningsutvecklingen i Hofors kommun 1970–2020 | Befolkningsutvecklingen i Hofors kommun 1970–2020 |
| --- | ------------------------------------------------- | ------------------------------------------------- | ------------------------------------------------- | ------------------------------------------------- |
| |                                                   |                                                   |                                                   |                                                   |
| År |                                                   |                                                   | Folkmängd                                         |                                                   |
| 1970 | 1970                                              |                                                   | 15 615                                            |                                                   |
| 1975 | 1975                                              |                                                   | 14 456                                            |                                                   |
| 1980 | 1980                                              |                                                   | 13 170                                            |                                                   |
| 1985 | 1985                                              |                                                   | 12 368                                            |                                                   |
| 1990 | 1990                                              |                                                   | 12 028                                            |                                                   |
| 1995 | 1995                                              |                                                   | 11 368                                            |                                                   |
| 2000 | 2000                                              |                                                   | 10 624                                            |                                                   |
| 2005 | 2005                                              |                                                   | 10 197                                            |                                                   |
| 2010 | 2010                                              |                                                   | 9 741                                             |                                                   |
| 2015 | 2015                                              |                                                   | 9 435                                             |                                                   |
| 2020 | 2020                                              |                                                   | 9 570                                             |                                                   |
| Anm: Uppgifterna avser förhållandena den 31 december enligt den kommunala indelningen den 1 januari året efter. |                                                   |                                                   |                                                   |                                                   |

#### Utländsk bakgrund
Den 31 december 2015 utgjorde antalet invånare med utländsk bakgrund (utrikes födda personer samt inrikes födda med två utrikes födda föräldrar) 1 591, eller 16,86 % av befolkningen (hela befolkningen: 9 435 den 31 december 2015). Den 31 december 2002 utgjorde antalet invånare med utländsk bakgrund enligt samma definition 1 287, eller 12,41 % av befolkningen (hela befolkningen: 10 372 den 31 december 2002).

#### Invånare efter de vanligaste födelseländerna
Den 31 december 2015 utgjorde folkmängden i Hofors kommun 9 435 personer. Av dessa var 1 272 personer (13,48 %) födda i ett annat land än Sverige. I denna tabell har de nordiska länderna samt de 12 länder med flest antal utrikes födda (i hela riket) tagits med. En person som inte kommer från något av de här 17 länderna har istället av Statistiska centralbyrån förts till den världsdel som deras födelseland tillhör.
| Födelseland      | Födelseland                       | Födelseland |
| ---------------- | --------------------------------- | ----------- |
| 31 december 2015 |                                   |             |
| 1                | Sverige                           | 8 163       |
| 2                | Finland                           | 401         |
| 3                | Somalia                           | 130         |
| 4                | Asien: Övriga länder              | 88          |
| 5                | Norge                             | 77          |
| 6                | Eritrea                           | 72          |
| 7                | Europeiska unionen: Övriga länder | 71          |
| 8                | Afrika: Övriga länder             | 62          |
| 9                | Afghanistan                       | 52          |
| 10               | Irak                              | 42          |
| 11               | Syrien                            | 39          |
| 11               | Thailand                          | 39          |
| 13               | Iran                              | 36          |
| 14               | Turkiet                           | 30          |
| 15               | Bosnien och Hercegovina           | 26          |
| 16               | Europa utom EU: Övriga länder     | 20          |
| 17               | Danmark                           | 18          |
| 18               | Tyskland                          | 15          |
| 19               | / SFR Jugoslavien/FR Jugoslavien  | 14          |
| 19               | Sydamerika                        | 14          |
| 19               | Polen                             | 14          |
| 22               | Nordamerika                       | 9           |
| 23               | Island                            | 2           |
| 24               | Sovjetunionen                     | 1           |
| 25               | Oceanien                          | 0           |
| 25               | Okänt födelseland                 | 0           |

## Kultur

### Kulturarv
Under många århundraden var Hofors en utpräglad bruksbygd, och Gästriklands bergslag hade sin verksamhet i kommunen.
Ett av områdets industriminnen är Kratte masugn, numer ruiner efter ett komplett järnbruk med masugn och smedja som  anlades 1672. Masugnen lades ner 1881 men återstår gör bland annat det tidigare våghuset som används som kapell. Men kommunen är även känd för andra järnrelaterade arv, nämligen Kråknäsjärnet. Fyndet hittades 1993 i närheten av Torsåkers kyrka och tillverkades omkring år 0.
Andra kulturarv är gränsröset Skuruhäll i skogarna mellan Falun och Hofors och de runinskrifter som hittats i kommunen.

### Kommunvapen
Blasonering: I fält av guld en svart blomma med åtta runda kronblad.
Detta vapen fastställdes av Kungl. Maj:t så sent som 1968 enligt det äldre regelverket och registrerades hos PRV 1974 enligt det nyare. Rundlarna eller "kronbladen" syftar på stål som bland annat används till kullager. 